# Jörg Deisinger
Jörg Deisinger (* 23. April 1966 in Nürnberg), auch Joerg Deisinger, ist ein deutscher Fotograf, Songwriter und ehemaliger Bassist der Hard-Rock-Band Bonfire, mit der er insgesamt vier Studioalben einspielte, darunter das mit Gold ausgezeichnete 1987er Werk Fireworks.

## Biografie
Deisinger trat 1985 nach einer abgebrochenen Ausbildung zum Elektriker der Ingolstädter Hard-Rock-Band Cacumen bei, die sich kurze Zeit später, direkt vor ihrem kommerziellen Durchbruch, auf Vorschlag Deisingers hin in Bonfire umbenannte. Bis 1991 spielte Deisinger als Bassist und Co-Songwriter mit Bonfire vier Alben ein, zudem war er parallel in der Hardrock-Band Axel Rudi Pell von 1989 bis 1991 aktiv.
Das 1987 veröffentlichte Bonfire-Album Fireworks avancierte zum bis heute erfolgreichsten Werk der Band und wurde 2003 in Deutschland mit einer Goldenen Schallplatte ausgezeichnet. Ende Juli 1994 wurden Bonfire vorübergehend aufgelöst.
Mit der Band Sabu spielte Deisinger im Folgenden zwei weitere Alben ein. 1999 gründete Deisinger mit Sänger Tommy Heart von Fair Warning die Band Soul Doctor, verließ das Projekt aber nach dem Einspielen zweier Alben wegen persönlicher Differenzen mit Heart wieder.
Deisinger siedelte 2004 nach Thailand über, wo er in Amphoe Sichon eine Sprachschule für Kinder gründete und nebenbei als Session-Musiker aktiv blieb. Im März 2005 kehrte er nach Deutschland zurück und arbeitet seither in Nürnberg als freier Fotograf, vor allem im Bereich der People- und Street-Photography. Sein bekanntestes Projekt ist die Ausstellung  Bangkok 24/7
Mit Fire And Fame kam 2008 eine von Deisinger und dem kanadischen Musikjournalisten Carl Begai (Brave Words & Bloody Knuckles) geschriebene englischsprachige Bonfire-Biografie auf den Markt..  Die deutsche und aktualisierte Ausgabe hat der Künstler für Herbst 2025 angekündigt. 
Im Februar 2025 veröffentlichte Deisinger ergänzend zu seinen Foto-Ausstellungen seinen ersten Bildband mit dem Titel "Bangkok 24/7".

## Diskografie

### Mit Bonfire
- 1986: Don’t Touch the Light
- 1987: Fireworks
- 1989: Point Blank
- 1989: Sword and Stone (Titel auf dem offiziellen Soundtrack zum US-Horror-Film Shocker)
- 1991: Knock Out
- 1993: Live … The Best
- 2001: Golden Bullets (DVD)

### Mit Axel Rudi Pell
- 1989: Wild Obsession

### Mit Sabu
- 1996: Sabu
- 1998: Between the Light
- 2003: Resurfaced

### Mit Soul Doctor
- 2001: Soul Doctor
- 2002: Systems Go Wild
- 2005: For a Fistful of Dollars
- 2007: Blood Runs Cold
- 2010: Way Back to the Bone

## Sonstige Veröffentlichungen
- 2008: Jörg Deisinger und Carl Begai: Fire and Fame. ISBN 978-3837045949

- 2025: Joerg Deisinger: Bangkok 24/7 (Bildband; Eigenvertrieb über Künstler-Webseite)